# Alex McMillan

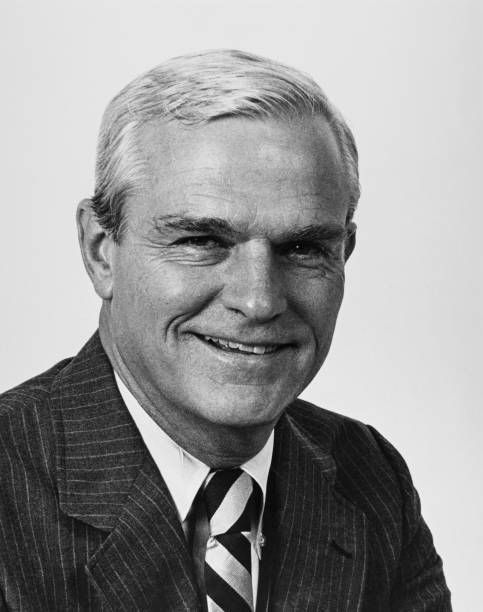
Alex McMillan

John Alexander „Alex“ McMillan III  (* 9. Mai 1932 in Charlotte, North Carolina; † 19. April 2024) war ein US-amerikanischer Politiker. Zwischen 1985 und 1995 vertrat er den Bundesstaat North Carolina im US-Repräsentantenhaus.

## Werdegang
Alex McMillan besuchte bis 1950 die Woodberry Forest School in Orange (Virginia). Danach studierte er bis 1954 an der University of North Carolina in Chapel Hill das Fach Geschichte. Von 1954 bis 1956 war er im Nachrichtendienst der United States Army tätig. Danach setzte er bis 1958 seine Ausbildung mit einem Wirtschaftsstudium an der University of Virginia in Charlottesville fort. Anschließend schlug er eine geschäftliche Laufbahn ein. Von 1970 bis 1976 war er CFO der Firma Ruddick Corp.; danach leitete er von 1977 bis 1983 die Supermarktkette Harris Teeter. Außerdem war er in den Jahren 1978 bis 1983 Vorsitzender der Charlotte-Mecklenburg Broadcasting Authority.
Politisch schloss sich McMillan der Republikanischen Partei an. Von 1972 bis 1974 gehörte er dem Kreisrat im Mecklenburg County an. Danach leitete er bis 1977 in diesem Kreis den Ausschuss für soziale Dienstleistungen. Bei den Kongresswahlen des Jahres 1984 wurde er im neunten Wahlbezirk von North Carolina in das US-Repräsentantenhaus in Washington, D.C. gewählt, wo er am 3. Januar 1985 die Nachfolge von James G. Martin antrat. Nach vier Wiederwahlen konnte er bis zum 3. Januar 1995 fünf Legislaturperioden im Kongress absolvieren.
Im Jahr 1994 verzichtete Alex McMillan auf eine weitere Kandidatur. Nach seinem Ausscheiden aus dem US-Repräsentantenhaus war er drei Jahre lang von 2003 bis 2006 Fakultätsmitglied an der Militärschule The Citadel in Charleston (South Carolina).